# Rudolf Anderson
Rudolf Anderson (Spartanburg, 15 settembre 1927 – Banes, 27 ottobre 1962) è stato un aviatore statunitense giunto al grado di maggiore.
Morì abbattuto da fuoco nemico in un volo di ricognizione a bordo dell'aereo spia U-2 durante la crisi dei missili di Cuba. Precedentemente aveva prestato servizio durante la guerra di Corea.

## Biografia

### Primi anni di vita ed educazione
Anderson nacque a Spartanburg, nella Carolina del Sud, vicino a Greenville. Ottenne il grado di Eagle Scout dalla Boy Scout Troop 19 "America's Troop 19" di Greenville e fu membro della Recovery Lodge n. 31, la più antica Loggia Massonica di Greenville. 
Dopo essersi diplomato alla Augusta Circle Elementary School di Greenville, nel 1944 si diplomò alla Greenville High School. Nel 1948, conseguì la laurea in Ingegneria Tessile presso la Clemson University di Clemson, Carolina del Sud, come membro del Distaccamento ROTC 770 dello United States Air Force (USAF).
Per i successivi tre anni lavorò a Greenville.

### Carriera nell'USAF
Entrò nell'USAF nel novembre del 1951 durante la guerra di Corea. Nominato sottotenente nel 1952, Anderson completò l'addestramento di pilotaggio primario e avanzato e ottenne l'abilitazione aeronautica come pilota dall'Aeronautica Militare degli Stati Uniti. Conseguì le pilot wings (brevetto di volo) nel febbraio 1953. Iniziò la sua carriera operativa pilotando gli RF-86 Sabre e ottenne due Distinguished Flying Cross per missioni di ricognizione dopo la fine della guerra, quando fu assegnato al 15th Tactical Reconnaissance Squadron presso la base aerea di Kunsan in Corea del Sud e partecipò a missioni di volo dalla base aerea di Komaki in Giappone. Nell'aprile del 1955 fece ritorno negli Stati Uniti. Dopo aver conseguito la qualifica sull'U-2 il 3 settembre 1957, definito successivamente "il miglior pilota di U-2 del 4080th Strategic Reconnaissance Wing con oltre mille ore di volo, diventando così una figura fondamentale nell'operazione di ricognizione statunitense su Cuba alla fine di ottobre del 1962".

#### Crisi dei missili di Cuba
Originariamente effettuate dalla Central Intelligence Agency (CIA), le missioni di ricognizione ad alta quota dei Lockheed U-2 su Cuba furono riprese dallo United States Air Force il 14 ottobre 1962, utilizzando velivoli U-2 della CIA ridipinti con le insegne dell'USAF. Anderson faceva parte del 4028° Squadrone Meteorologico di Ricognizione Strategica, inquadrato nel 4080° Stormo di Ricognizione Strategica, con sede presso la base aerea di Laughlin, in Texas. Il 15 ottobre, quando gli analisti della CIA esaminarono i filmati di ricognizione del primo sorvolo del 4080°, trovarono missili balistici a medio raggio SS-4. Queste immagini scatenarono la crisi missilistica cubana.
Sabato 27 ottobre, Anderson decollò per la sua sesta missione su Cuba a bordo di un U-2F Dragon Lady (numero di serie AF 56-6676, ex articolo 343 della CIA), da una postazione operativa avanzata presso la base aerea McCoy di Orlando, in Florida. Dopo poche ore di missione, fu abbattuto su Banes, Cuba, da uno dei due missili terra-aria S-75 Dvina (designazione NATO SA-2 Guideline) forniti dai sovietici, lanciati contro il suo aereo per ordine di due generali sovietici di stanza all'Avana.
Un documento della CIA, datato 28 ottobre 1962 alle 2:00, riferiva quanto segue:

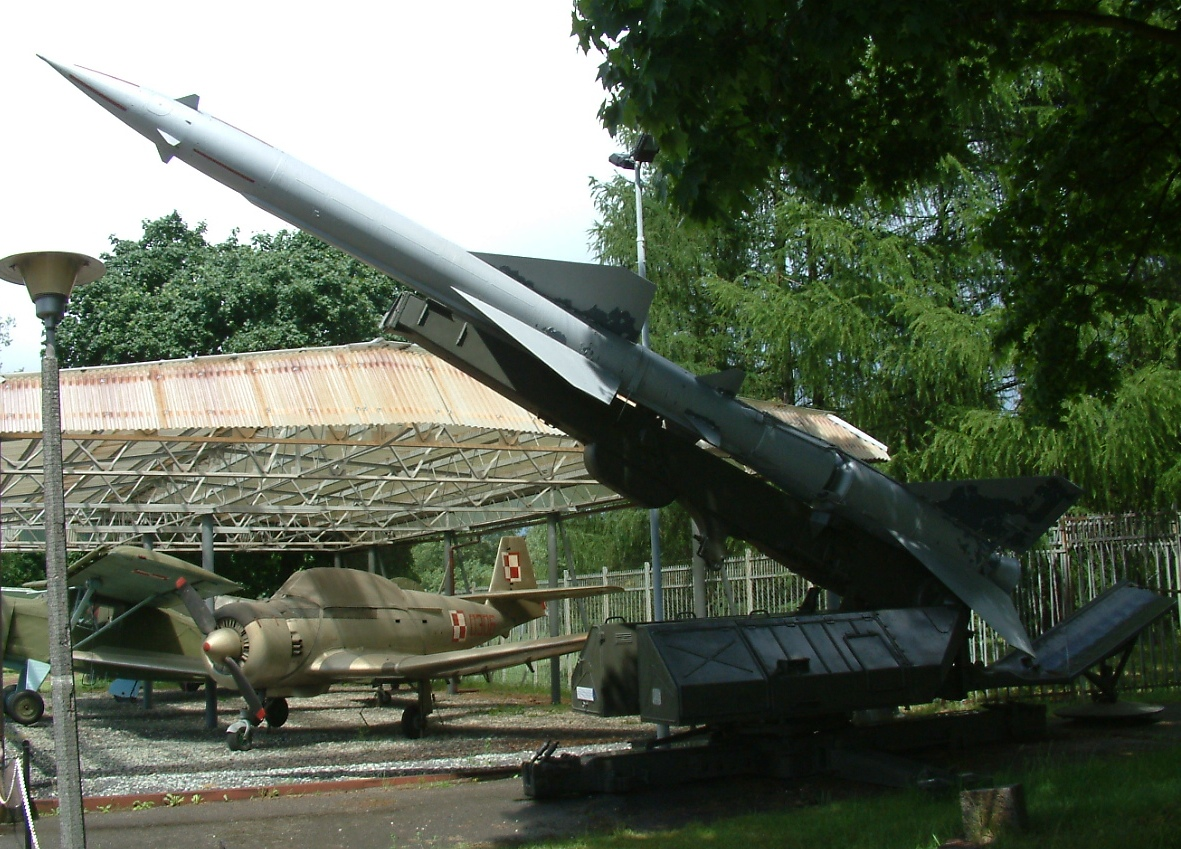
Un S-75 Dvina con missile V-750V 1D (direttiva NATO SA-2) su un lanciatore. Un'installazione simile a questa abbatté l'U-2 di Anderson su Banes.

Secondo questo referto, Anderson sarebbe morto quando la frammentazione dell'esplosione della testata di prossimità avrebbe perforato la sua tuta pressurizzata, provocandone la decompressione ad alta quota.
Il 31 ottobre, il Segretario generale ad interim delle Nazioni Unite, U Thant, tornò da una visita al Primo Ministro Fidel Castro annunciando la morte del pilota statunitense. Il suo corpo fu rilasciato dal governo cubano domenica 4 novembre, venendo due giorni dopo sepolto al Woodlawn Memorial Park di Greenville.
Per ordine del Presidente Kennedy, Anderson ricevette postumo la prima Air Force Cross, nonché l'Air Force Distinguished Service Medal, il Purple Heart e il Cheney Award. Il 26 luglio 2011, Anderson fu inserito nell'Air Force Reserve Officer Training Corps Distinguished Alumni in una cerimonia presso la base aerea di Maxwell, in Alabama, officiata dal Tenente Generale Allen G. Peck, Comandante dell'Air University.
Anderson fu l'unico ad aver perso la vita in combattimento tra gli undici piloti di U-2 che sorvolarono Cuba durante la crisi missilistica cubana; gli altri dieci piloti furono insigniti della Distinguished Flying Cross. Tre Boeing RB-47 Stratojet da ricognizione del 55th Strategic Reconnaissance Wing si schiantarono tra il 27 settembre e l'11 novembre 1962, in cui perirono in totale undici membri dell'equipaggio. Altri sette aviatori morirono quando un Boeing C-135B Stratolifter, impegnato nel trasporto di munizioni alla base navale di Guantanamo Bay a Cuba, entrò in stallo e si schiantò in fase di avvicinamento il 23 ottobre.

## Resti del velivolo
Alcuni dei rottami dell'aereo del Maggiore Anderson sono esposti in tre musei a Cuba. Una delle prese d'aria del motore si trova al Museo de la Lucha contra Bandidos a Trinidad. Il motore e parte dell'impennaggio dell'U-2F si trovano al Museo della Rivoluzione dell'Avana. L'ala destra, parte dell'impennaggio e il carrello d'atterraggio anteriore si trovano alla Fortaleza de San Carlos de la Cabaña, o La Cabaña, all'Avana. Gli ultimi due gruppi di componenti erano precedentemente esposti al Museo del Aire dell'Avana.

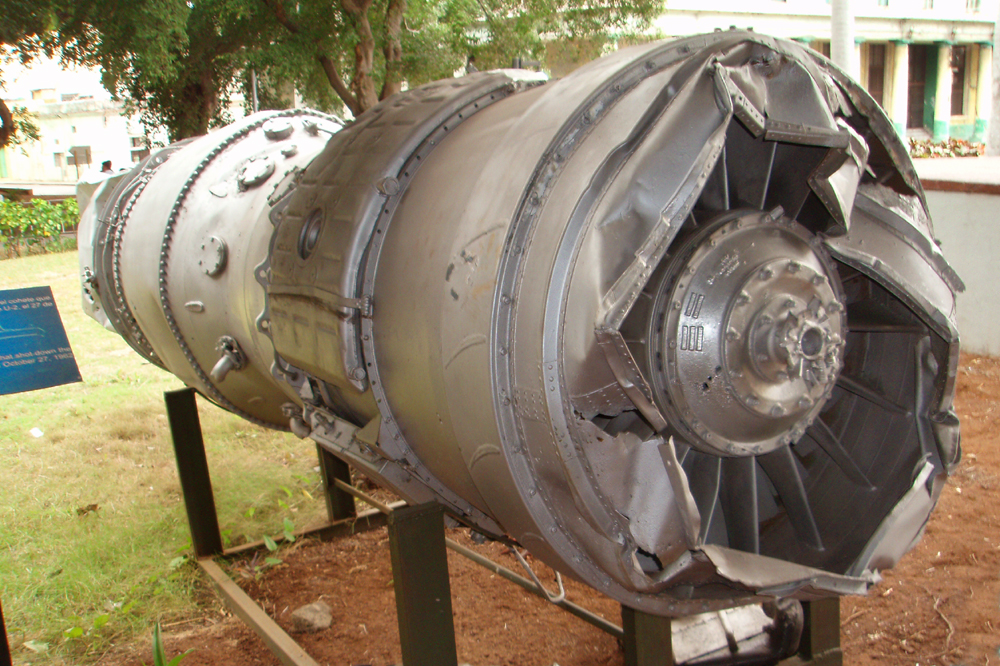
Motore dell'U-2 di Anderson esposto al Museo della Rivoluzione.
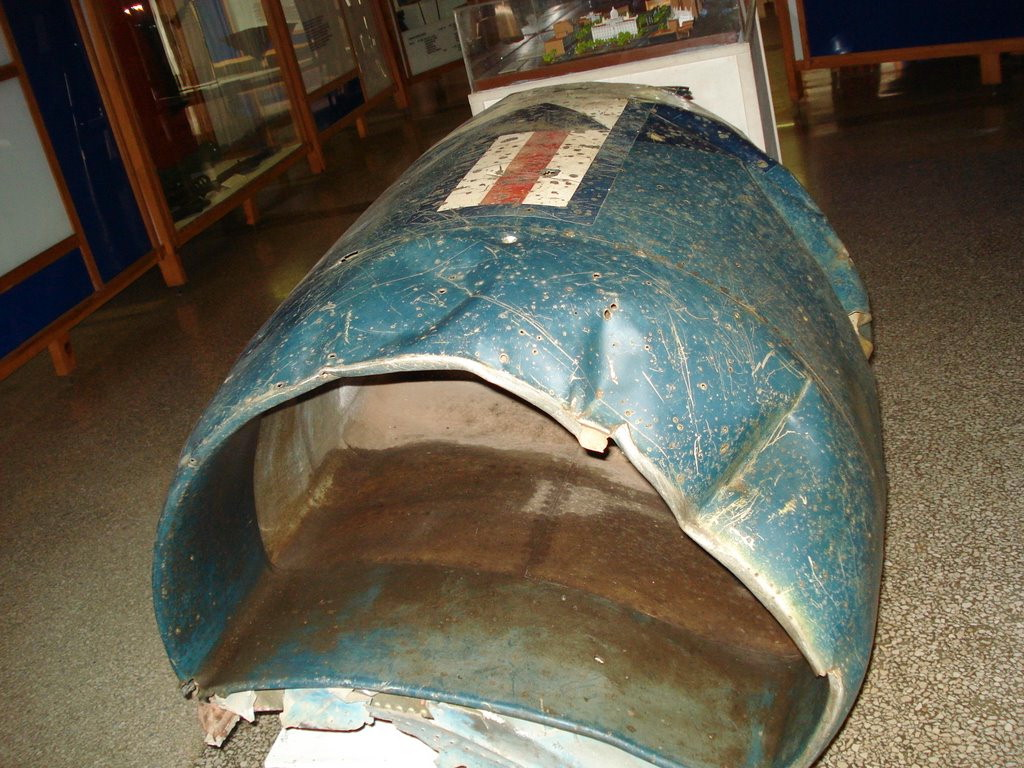
Una delle prese d'aria del motore dell'U-2F nel Museo de la Lucha contra los Bandidos a Trinidad.
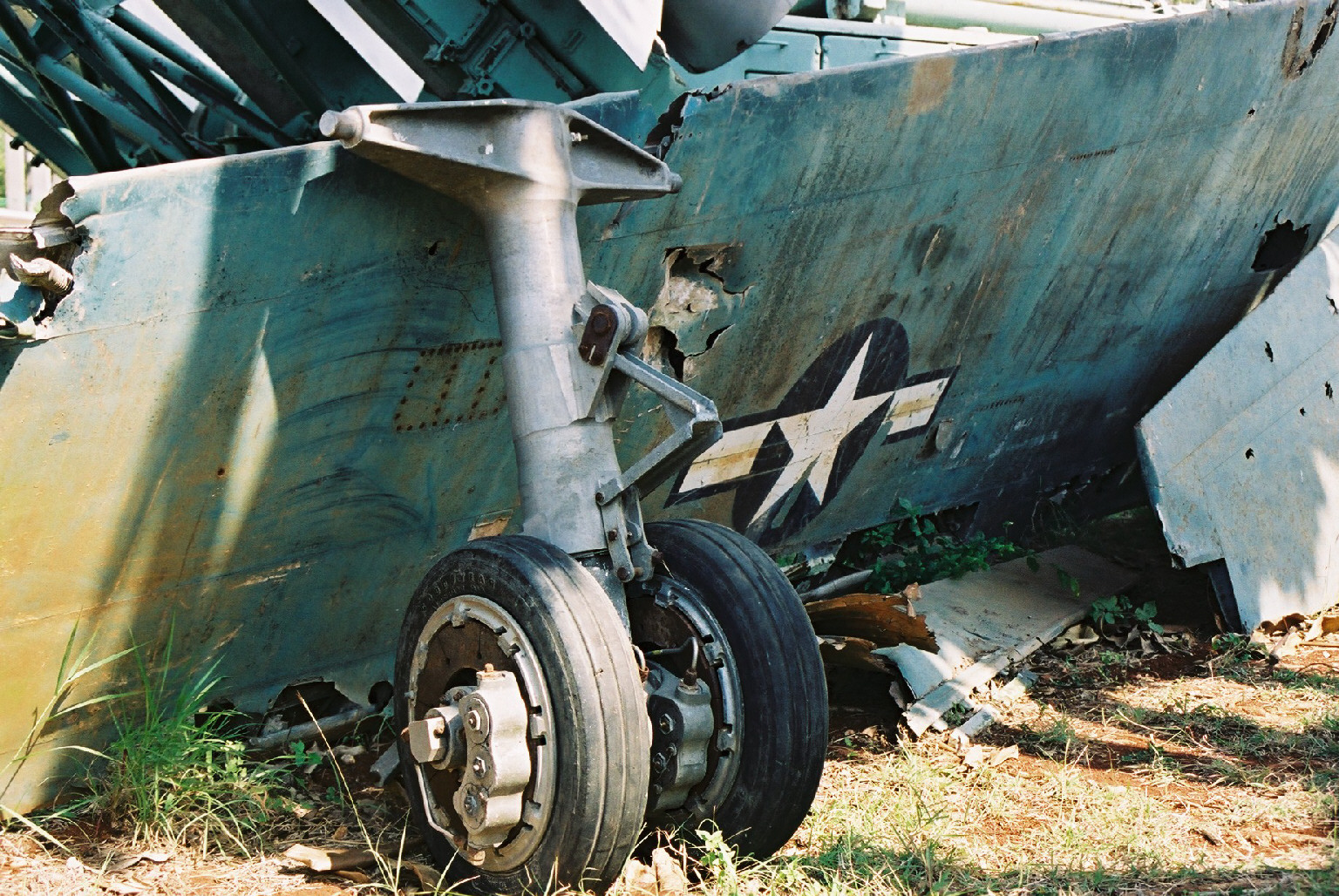
La parte inferiore dell'ala destra mostra l'insegna nazionale degli Stati Uniti, una parte dell'impennaggio (lato destro della foto) e il carrello di atterraggio anteriore.

## Nella cultura di massa
- L'abbattimento del volo di ricognizione U-2 di Anderson su Cuba è descritto nel film del 2000 Thirteen Days con Kevin Costner. Anderson è interpretato dall'attore Charles Esten.